# ゴールド・ラッシュ!
ゴールド・ラッシュ!は、高橋伸哉作曲の吹奏楽曲である。

## 概略
2002年4月に浜松交響吹奏楽団第29回定期演奏会にて初演。親しみやすいメロディーと中級程度の難度で「聴いても楽しく、吹いても楽しい」を目標に作曲。タイトルにある「!」も、明るく陽気な曲想を表している。
曲のテーマは題名通り、1848年に社会現象を引き起こしたゴールド・ラッシュを元にしている。「人間の喜怒哀楽をコミカルに描いてみよう」というアイディアを元に作曲。夢とロマンを求めて「宝の山」に群がった数多くの人々の泣き笑いを、自由な発想で表現した作品である。
楽譜はブレーンから出版（レンタル譜）。現在ブレーンから出ているのは、当初の構想通りのオリジナル版（中～大編成版）と小編成版が出ている。オリジナル版は最低20～30人程度の小編成でも演奏可能だが、小編成版はもっと人数を減らし、最低18人で演奏可能となっている。

## 曲の構成
この作品は大きく分けて2つのモティーフがある。5度音程の上下跳躍が特徴的な1つ目のモティーフ、ブルー・ノートを伴う2つ目のモティーフが中心素材。それらが様々なかたちに変えながら、A-B-A'（急-緩-急）の進行となっている。また、急激なダイナミックス変化や突然の拍子変化を用いて、金鉱発掘に狂奔した人々をコミカルに表現している。

## 編成
現在出版されているのは、最低20～30人で演奏が可能なオリジナル版と最低18人から演奏可能な小編成版が出ている。
オリジナル版
| 木管 | 木管                 | 金管 | 金管 | 弦・打 | 弦・打                                      |
| ---- | -------------------- | ---- | ---- | ------ | ------------------------------------------- |
| Fl.  | 2, Picc.             | Tp.  | 3    | Cb.    | ●                                           |
| Ob.  | 1                    | Hr.  | 4    | Timp.  | ●                                           |
| Fg.  | 1                    | Tbn. | 3    | 他     | S.C., Cym., S.D., B.D., Tri., Glock., Xylo. |
| Cl.  | 3, E♭, Alto, Bass    | Eup. | ●    | 他     | S.C., Cym., S.D., B.D., Tri., Glock., Xylo. |
| Sax. | Alt. 2 Ten. 1 Bar. 1 | Tub. | ●    | 他     | S.C., Cym., S.D., B.D., Tri., Glock., Xylo. |

小編成版
| 木管 | 木管          | 金管 | 金管 | 弦・打 | 弦・打                                |
| ---- | ------------- | ---- | ---- | ------ | ------------------------------------- |
| Fl.  | 2             | Tp.  | 2    | Cb.    |                                       |
| Ob.  |               | Hr.  | 2    | Timp.  | ●                                     |
| Fg.  |               | Tbn. | 2    | 他     | S.D., S.C., Cym., Tri., Glock., Xylo. |
| Cl.  | 2             | Eup. | ●    | 他     | S.D., S.C., Cym., Tri., Glock., Xylo. |
| Sax. | Alt. 1 Ten. 1 | Tub. | ●    | 他     | S.D., S.C., Cym., Tri., Glock., Xylo. |